# Christoph Gottfried von Niesemeuschel
Christoph Gottfried von Niesemeuschel († 29. Oktober 1758 in Freyberg) war ein königlich-polnischer und kurfürstlich-sächsischer Generalmajor.

## Leben
Er stammte aus dem schlesischen Adelsgeschlecht von Niesemeuschel. Nach dem Schulbesuch in Halle (Saale) war er Hofmeister der Prinzen, später Oberstallmeister. Vom König Friedrich Wilhelm erhielt er den Orden de la Générosité und wurde 1718 Obristwachtmeister im Regiment Anhalt. Nach einigen Jahren im Dienst des Herzogs Leopold I. von Anhalt-Dessau wechselte er am 9. Mai 1724 in den Dienst Augusts des Starken. Dort kam er in das
Infanterieregiment Caila, welches er 1740 als Oberst übernahm. Er kämpfte im Ersten und Zweiten Schlesischen Krieg, so in den Schlachten bei Hohenfriedberg und Kesselsdorf. Nach Kesselsdorf zog sich die Sächsische Armee zurück und Niesemeuschel kam nach Dresden. Als Dresden dann am 18. Dezember 1745 von den Preußen erobert wurde, geriet Niesemeuschel in Gefangenschaft.
Nach dem Krieg ging das Regiment 1746 an den Oberst Frankenberg. Niesemeuschel erhielt dafür ein Wartegeld und wurde noch 1749 zum Generalmajor befördert. Er starb am 29. Oktober 1758 in Freyberg.
Er heiratete Maria Sophia von Kraut (* 7. Januar 1697), eine Tochter des preußischen Konsistorialrats Ludwig (Gebhard) Gerhard von Kraut (1652–1725). Das Paar hatte zwei Söhne und zwei Töchter, darunter:
- Wilhelm Hans Christoph ( ~7. Juli 1730; † 20. Dezember 1812)
- Charlotte Julie Sophie (* 20. April 1721) ⚭ Jakob August L’Estocq (* 13. April 1715; † 23. April 1790)[3], Eltern von Heinrich von L’Estocq